# 直罰規定
直罰規定（ちょくばつきてい）とは、違法行為に対して即時適用される罰則の事である。